# François de Dainville
François Félix Marie Oudot de Dainville plus connu sous le nom François de Dainville, né le 21 janvier 1909 à Paris (6e) et mort le 15 janvier 1971 à Paris (15e), est un géographe, historien et prêtre jésuite français. Il est directeur d'études à l'École pratique des hautes études (IVe section) à partir de 1963 et auteur d'études d'histoire de l'éducation et de la cartographie (surtout du XVIe au XVIIIe siècle).

## Biographie
Fils aîné de Maurice Oudot de Dainville, archiviste-paléographe, et de Henriette Girou de Buzareingues, François de Dainville nait à Paris le 21 janvier 1909. Il obtient sa licence ès lettres après avoir fréquenté les lycées de Draguignan et Montpellier, au fil des transferts dus à la profession de son père. 
Il entre en 1928 dans la Compagnie de Jésus. Outre la formation spirituelle et théologique traditionnelle, il étudie la géographie à l'université sous Jules Sion, qui dirige sa thèse. Soutenue en 1940 à Montpellier, elle a pour titre La géographie des humanistes. Il est ordonné prêtre le 13 mai 1942.
À partir de 1944, il fait partie de l'équipe de rédaction de la revue Études. Professeur d'histoire de la cartographie à l'École nationale des chartes à partir de 1959, il partage ensuite son activité de recherche entre ce domaine et celui de l’histoire de l’éducation à l'époque moderne. L'École pratique des hautes études (IVe section) crée pour lui une chaire de cartographie historique. Il y recrute Marie-Madeleine Compère, qui introduit son œuvre dans la communauté historienne,.

## Publications
Outre les nombreux articles écrits pour la revue Études, François de Dainville publie les ouvrages suivants:
- Les chiffres vous parlent. Géographie et statistique, J. B. Baillière, 1937.
- Les jésuites et l’éducation de la société française. La géographie des humanistes, Beauchesne, 1940, réimpression Slatkine, 1969).
- La naissance de l'humanisme moderne, Beauchesne, 1940, réimpression, Slatkine 1969.
- Cartes anciennes de l'Église de France : historique, répertoire, guide d'usage, préface de Gabriel Le Bras, J. Vrin, 1956.
- Livre d'heures du maître, Beauchesne, 1956.
- La Carte de la Guyenne par Belleyre, 1781-1840, Delmas, 1957.
- Cartographie ecclésiastique. Travaux et projets, Paris, 1958.
- Le langage des géographes. Terres, signes, couleurs des cartes anciennes, 1500-1800, Picard, 1964, rééd. 2002.
- Tourisme et pastorale, Desclée de Brouwer, 1965.
- Cartes anciennes du Languedoc, Société languedocienne de géographie, Montpellier, 1968.
- Cartes des places protestantes en 1612, Klincksieck, 1968.
- Le Dauphiné et ses confins, vus par l'ingénieur d'Henri IV, Jean de Beins, Droz, 1968.
- La géographie des humanistes, rééd. Slatkine Reprints, 1969 (thèse).
- Atlas administratif de l’Empire français, d’après l’atlas rédigé par ordre du duc de Feltre en 1812 (en collab. avec Jean Tulard), Droz, 1973.
- L'éducation des jésuites (XVIe – XVIIIe siècles), Paris, Éditions de Minuit (collection « Sens commun »), 1978.
- La cartographie, reflet de l’histoire, recueil d’articles, Slatkine, 1986 (posthume).

## Musique
- L'Annonce de la foi dans la joie, CD, 2007, les Bénédictines du Sacré-Cœur.